# Rutger Axel Sparre
Rutger Axel Sparre af Söfdeborg, född 25 september 1712 i Karlskrona, död 1751, var en svensk greve och hovmarskalk. Han var under 1740-talet framträdande i hattpartiet och blev senare direktör vid Svenska Ostindiska Companiet.
Sparre blev student vid Lunds universitet 1728 och efter att ha varit kanslist vid utrikesexpeditionen blev han 1737 utnämnd till kammarherre. I januari 1739 begav sig Sparre till Ostindien med Ostindiska Kompaniets skepp "Götheborg" och återvände i juni 1740.

## Familj
Sparre var son till överamiralen Claes Sparre och Sofia Lovisa Soop (1682–1745), bror till Carl Hans, Erik Arvid och Johan Sparre samt far till Gustaf Adolf Sparre. Han gifte sig 16 november 1740 med Sara Christina Sahlgren, brorsdotter till Svenska Ostindiska Companiets grundare Niklas Sahlgren.
Han döptes till Rutger efter sin mormorsfar Rutger von Ascheberg och till Axel efter sin farfarsfar, överståthållaren Axel Carlsson Sparre.